# Anna Danilinová
Anna Sergejevna Danilinová (rusky Анна Сергеевна Данилина; * 20. srpna 1995 Moskva) je kazachstánská profesionální tenistka, která do roku 2010 reprezentovala rodné Rusko. Ve své dosavadní kariéře na okruhu WTA Tour vyhrála deset turnajů ve čtyřhře. V sérii WTA 125 vybojovala tři deblové trofeje. V rámci okruhu ITF získala jeden titul ve dvouhře a dvacet sedm ve čtyřhře.
Na žebříčku WTA byla ve dvouhře nejvýše klasifikována v září 2020 na 269. místě a ve čtyřhře v červnu 2025 na 8. místě.
Na grandslamu triumfovala ve smíšené čtyřhře US Open 2023 po boku Fina Harriho Heliövaara. Dále si zahrála finále ženské čtyřhry Australian Open 2022 a French Open 2025.
V kazachstánském týmu Billie Jean King Cupu debutovala v roce 2019 nursultanským základním blokem I. skupiny asijsko-oceánské zóny proti Thajsku, v němž vyhrála s Galinou Voskobojevovou čtyřhru nad párem Plipuečová a Vongteančajová. Kazachstánky zvítězily 3:0 na zápasy. Do září 2025 v soutěži nastoupila ke patnácti mezistátním utkáním s bilancí 0–3 ve dvouhře a 6–7 ve čtyřhře.
Na indonéských Asijských hrách 2018 vybojovala s Gozal Ainitdinovovou bronzovou medaili v ženské čtyřhře. Stejný kov přidala i ze smíšené soutěže, do níž zasáhla s Oleksandrem Nedověsovem.

## Tenisová kariéra

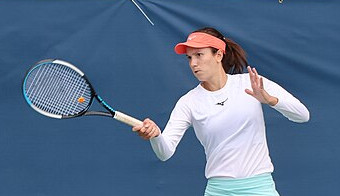
Na Washington Open 2023

V rámci událostí okruhu ITF debutovala v říjnu 2011, když startovala na turnaji v Astaně dotovaném 10 tisíci dolary. Ve čtvrtfinále podlehla Rusce Alexandře Artamonovové ze šesté světové stovky. Premiérový singlový titul v této úrovni tenisu vybojovala během května 2012 ve Wiesbadenu, na turnaji s rozpočtem 10 tisíc dolarů. Ve finále přehrála čtvrtou nasazenou Němku Lauru Siegemundovou, které na žebříčku patřila 345. příčka.
Na okruhu WTA Tour debutovala březnovou čtyřhrou na Abierto Zapopan 2019, do níž nastoupila po boku Australanky Erin Routliffeové. Ve čtvrtfinále je vyřadil švédsko-český pár Cornelia Listerová a Renata Voráčová. Premiérové finále odehrála v gdyňské čtyřhře BNP Paribas Poland Open 2021. S Běloruskou Lidzijí Marozavovou v něm zdolaly ukrajinsko-polské turnajové čtyřky Katerynu Bondarenkovou s Katarzynou Piterovou. Získala tak první kariérní titul. Druhou trofej přidala na lednovém Sydney Tennis Classic 2022 z kategorie WTA 500. V závěrečném duelu s Brazilkou Beatriz Haddad Maiová porazily německo-maďarskou dvojici Vivian Heisenová a Panna Udvardyová.
Debut v nejvyšší grandslamové kategorii zaznamenala v ženském deblu US Open 2021, kde se její spoluhráčkou stala krajanka Jaroslava Švedovová. V úvodním kole však nenašly recept na sedmé nasazené a pozdější semifinalistky Alexu Guarachiovou s Desirae Krawczykovou.

## Finále na Grand Slamu

### Ženská čtyřhra: 2 (0–2)
| Stav       | rok  | turnaj          | povrch | spoluhráčka           | soupeřky ve finále                    | výsledek           |
| ---------- | ---- | --------------- | ------ | --------------------- | ------------------------------------- | ------------------ |
| Finalistka | 2022 | Australian Open | tvrdý  | Beatriz Haddad Maiová | Barbora Krejčíková Kateřina Siniaková | 7–6(7–3), 4–6, 4–6 |
| Finalistka | 2025 | French Open     | antuka | Aleksandra Krunićová  | Sara Erraniová Jasmine Paoliniová     | 4–6, 6–2, 1–6      |

### Smíšená čtyřhra: 1 (1–0)
| Stav    | rok  | turnaj  | povrch | spoluhráč        | soupeři ve finále                 | výsledek |
| ------- | ---- | ------- | ------ | ---------------- | --------------------------------- | -------- |
| Vítězka | 2023 | US Open | tvrdý  | Harri Heliövaara | Jessica Pegulaová Austin Krajicek | 6–3, 6–4 |

## Finále na okruhu WTA Tour

### Čtyřhra: 18 (10–8)
| Legenda            |
| ------------------ |
| Grand Slam (0–1)   |
| Turnaj mistryň (0) |
| WTA 1000 (1–1)     |
| WTA 500 (2–2)      |
| WTA 250 (7–3)      |

| Stav       | č.  | datum           | turnaj                                   | kategorie  | povrch | spoluhráčka           | soupeřky ve finále                         | výsledek                   |
| ---------- | --- | --------------- | ---------------------------------------- | ---------- | ------ | --------------------- | ------------------------------------------ | -------------------------- |
| Vítězka    | 1.  | červenec 2021   | Gdyně, Polsko                            | WTA 250    | antuka | Lidzija Marozavová    | Kateryna Bondarenková Katarzyna Piterová   | 6–3, 6–2                   |
| Vítězka    | 2.  | leden 2022      | Sydney, Austrálie                        | WTA 500    | tvrdý  | Beatriz Haddad Maiová | Vivian Heisenová Panna Udvardyová          | 4–6, 7–5, [10–8]           |
| Finalistka | 1.  | leden 2022      | Australian Open, Melbourne, Austrálie    | Grand Slam | tvrdý  | Beatriz Haddad Maiová | Barbora Krejčíková Kateřina Siniaková      | 7–6(7–3), 4–6, 4–6         |
| Vítězka    | 3.  | červenec 2022   | Varšava, Polsko                          | WTA 250    | antuka | Anna-Lena Friedsamová | Katarzyna Kawaová Alicja Rosolská          | 6–4, 5–7, [10–5]           |
| Finalistka | 2.  | srpen 2022      | Cleveland, Spojené státy                 | WTA 250    | tvrdý  | Aleksandra Krunićová  | Nicole Melichar-Martinezová Ellen Perezová | 5–7, 3–6                   |
| Finalistka | 3.  | říjen 2022      | Guadalajara, Mexiko                      | WTA 1000   | tvrdý  | Beatriz Haddad Maiová | Storm Sandersová Luisa Stefaniová          | 6–7(4–7), 7–6(7–2), [8–10] |
| Vítězka    | 4.  | červenec 2023   | Hamburk, Německo                         | WTA 250    | antuka | Alexandra Panovová    | Miriam Kolodziejová Angela Kulikovová      | 6–4, 6–2                   |
| Vítězka    | 5.  | leden 2024      | Auckland, Nový Zéland                    | WTA 250    | tvrdý  | Viktória Hrunčáková   | Marie Bouzková Bethanie Mattek-Sandsová    | 6–3, 6–7(5–7), [10–8]      |
| Finalistka | 4.  | květen 2024     | Rabat, Maroko                            | WTA 250    | antuka | Sü I-fan              | Irina Chromačovová Jana Sizikovová         | 3–6, 2–6                   |
| Finalistka | 5.  | červenec 2024   | Budapešť, Maďarsko                       | WTA 250    | antuka | Irina Chromačovová    | Fanny Stollárová Katarzyna Piterová        | 3–6, 6–3, [3–10]           |
| Vítězka    | 6.  | červenec 2024   | Jasy, Rumunsko                           | WTA 250    | antuka | Irina Chromačovová    | Alexandra Panovová Jana Sizikovová         | 6–4, 6–2                   |
| Vítězka    | 7.  | září 2024       | Guadalajara, Mexiko                      | WTA 500    | tvrdý  | Irina Chromačovová    | Oxana Kalašnikovová Kamilla Rachimovová    | 2–6, 7–5, [10–7]           |
| Vítězka    | 8.  | září 2024       | Hua Hin, Thajsko                         | WTA 250    | tvrdý  | Irina Chromačovová    | Eudice Chongová Mojuka Učidžimová          | 6–4, 7–5                   |
| Vítězka    | 9.  | říjen 2024      | Wu-chan, Čína                            | WTA 1000   | tvrdý  | Irina Chromačovová    | Asia Muhammadová Jessica Pegulaová         | 6–3, 7–6(8–6)              |
| Finalistka | 6.  | březen 2025     | Mérida, Mexiko                           | WTA 500    | tvrdý  | Irina Chromačovová    | Katarzyna Piterová Majar Šarífová          | 6–7(2–7), 5–7              |
| Finalistka | 7.  | 8. června 2025  | French Open, Paříž, Francie              | Grand Slam | antuka | Aleksandra Krunićová  | Sara Erraniová Jasmine Paoliniová          | 4–6, 6–2, 1–6              |
| Finalistka | 8.  | 15. června 2025 | Queen's Club, Londýn, Spojené království | WTA 500    | tráva  | Diana Šnajderová      | Asia Muhammadová Demi Schuursová           | 5–7, 7–6(7–3), [4–10]      |
| Vítězka    | 10. | 28. června 2025 | Eastbourne, Spojené království           | WTA 250    | tráva  | Marie Bouzková        | Sie Šu-wej Maya Jointová                   | 6–4, 7–5                   |

## Finále série WTA 125

### Čtyřhra: 4 (3–1)
| Legenda         |
| --------------- |
| WTA 125 (3–1 Č) |

| Stav       | č. | datum         | turnaj          | povrch    | spoluhráčka        | soupeřky ve finále                           | výsledek               |
| ---------- | -- | ------------- | --------------- | --------- | ------------------ | -------------------------------------------- | ---------------------- |
| Vítězka    | 1. | květen 2023   | Paříž, Francie  | antuka    | Věra Zvonarevová   | Nadija Kičenoková Alycia Parksová            | 5–7, 7–6(7–2), [14–12] |
| Finalistka | 1. | prosinec 2023 | Angers, Francie | tvrdý (h) | Alexandra Panovová | Cristina Bucșová Monica Niculescuová         | 1–6, 3–6               |
| Vítězka    | 2. | květen 2024   | Parma, Itálie   | antuka    | Irina Chromačovová | Elixane Lechemiová Ingrid Gamarra Martinsová | 6–1, 6–2               |
| Vítězka    | 3. | červen 2024   | Bari, Itálie    | antuka    | Irina Chromačovová | Angelica Moratelliová Renata Zarazúová       | 6–1, 6–3               |

## Tituly na okruhu ITF
| Dotace turnajů okruhu ITF | Dotace turnajů okruhu ITF |
| ------------------------- | ------------------------- |
| Turnaje W100              | Turnaje W80               |
| Turnaje W75/W60           | Turnaje W50/W40           |
| Turnaje W35/W25           | Turnaje W15/W10           |

### Dvouhra (1 titul)
| Č. | datum      | turnaj             | kategorie | povrch | poražená finalistka | výsledek           |
| -- | ---------- | ------------------ | --------- | ------ | ------------------- | ------------------ |
| 1. | duben 2012 | Wiesbaden, Německo | W10       | antuka | Laura Siegemundová  | 7–6(7–2), 7–6(7–4) |

### Čtyřhra (27 titulů)
| Č.  | datum         | turnaj                         | kategorie | povrch    | spoluhráčka            | poražené finalistky                         | výsledek               |
| --- | ------------- | ------------------------------ | --------- | --------- | ---------------------- | ------------------------------------------- | ---------------------- |
| 1.  | říjen 2011    | Almaty, Kazachstán             | W10       | tvrdý (h) | Kamila Kerimbajvová    | Nikola Fraňková Zalina Chajrudinovová       | 6–3, 6–1               |
| 2.  | červen 2013   | Kristinehamn, Švédsko          | W25       | antuka    | Olga Dorošinová        | Julia Cohenová Alizé Limová                 | 7–5, 6–3               |
| 3.  | březen 2014   | Astana, Kazachstán             | W10       | tvrdý (h) | Olga Dorošinová        | Alexandra Grinčišinová Kateryna Sljusarová  | 6–3, 7–6(7–4)          |
| 4.  | květen 2014   | Moskva, Rusko                  | W25       | antuka    | Xenia Knollová         | Jekatěrina Bychkovová Jevgenija Rodinová    | 6–3, 6–2               |
| 5.  | září 2014     | Moskva, Rusko                  | W25       | antuka    | Xenia Knollová         | Valentyna Ivachněnková Julija Kalabinová    | 6–1, 4–6, [10–6]       |
| 6.  | červen 2018   | Naples, Spojené státy          | W25       | antuka    | Genevieve Lorbergsová  | Rasheeda McAdoová Katerina Stewartová       | 6–3, 1–6, [11–9]       |
| 7.  | červenec 2018 | Nur-Sultan, Kazachstán         | W80       | tvrdý     | Berfu Cengizová        | Akgul Amanmuradovová Jekatěrine Gorgodzeová | 3–6, 6–3, [10–7]       |
| 8.  | říjen 2018    | Florence, Spojené státy        | W25       | tvrdý     | Ulrikke Eikeriová      | Tara Mooreová Conny Perrinová               | 6–7(9–11), 6–2, [10–8] |
| 9.  | červen 2019   | Grado, Itálie                  | W25       | antuka    | Réka Luca Janiová      | Akgul Amanmuradovová Cristina Dinuová       | 6–2, 6–3               |
| 10. | červen 2019   | Ystad, Švédsko                 | W25       | antuka    | Emily Arbuthnottová    | Lina Gjorčeská Anastasija Komardinová       | 3–6, 6–2, [10–4]       |
| 11. | srpen 2019    | Sezze, Itálie                  | W25       | antuka    | Jekatěrina Jašinová    | Nuria Brancacciová Federica Saccová         | 7–5, 6–4               |
| 12. | říjen 2019    | Charleston, Spojené státy      | W60       | antuka    | Ingrid Neelová         | Vladica Babićová Caitlin Whoriskeyová       | 6–1, 6–1               |
| 13. | říjen 2019    | Hilton Head, Spojené státy     | W25       | antuka    | Ingrid Neelová         | Katharine Faheyová Elizabeth Halbauerová    | 6–3, 6–2               |
| 14. | říjen 2019    | Waco, Spojené státy            | W25       | antuka    | Vladica Babićová       | Savannah Broadusová Vanessa Ongová          | 6–3, 6–2               |
| 15. | duben 2021    | Bellinzona, Švýcarsko          | W60       | antuka    | Jekatěrine Gorgodzeová | Rebecca Marinová Juki Naitová               | 7–5, 6–3               |
| 16. | květen 2021   | Charlottesville, Spojené státy | W60       | antuka    | Arina Rodionovová      | Erin Routliffeová Aldila Sutdžiadiová       | 6–1, 6–3               |
| 17. | červen 2021   | Denain, Francie                | W25       | antuka    | Valerija Strachovová   | Dalma Gálfiová Paula Ormaecheaová           | 7–5, 3–6, [10–4]       |
| 18. | červenec 2021 | Contrexéville, Francie         | W100      | antuka    | Ulrikke Eikeriová      | Dalma Gálfiová Kimberley Zimmermannová      | 6–0, 1–6, [10–4]       |
| 19. | srpen 2021    | Versmold, Německo              | W25       | antuka    | Valerija Strachovová   | Mirjam Björklundová Jaimee Fourlisová       | 4–6, 7–5, [10–4]       |
| 20. | září 2021     | Saint-Palais-sur-Mer, Francie  | W25       | antuka    | Valerija Strachovová   | Audrey Albiéová Léolia Jeanjeanová          | 6–7(7–9), 6–2, [10–4]  |
| 21. | listopad 2021 | Dubaj, Spojené arabské emiráty | W100      | tvrdý     | Viktória Kužmová       | Angelina Gabujevová Anastasija Zacharovová  | 4–6, 6–3, [10–2]       |
| 22. | červen 2022   | Biarritz, Francie              | W60       | antuka    | Valerija Strachovaová  | María Carléová Marija Timofejevová          | 2–6, 6–3, [14–12]      |
| 23. | červen 2022   | Madrid, Španělsko              | W60       | tvrdý     | Anastasija Tichonovová | Lu Ťia-ťing Jou Siao-ti                     | 6–4, 6–2               |
| 24. | červenec 2022 | Reinert, Německo               | W100      | antuka    | Arianne Hartonová      | Ankita Rainová Rosalie van der Hoeková      | 6–7(4), 6–4, [10–6]    |
| 25. | srpen 2022    | Landisville, Spojené státy     | W100      | tvrdý     | Sophie Changová        | Han Na-re Čang Su-džong                     | 2–6, 7–6(4), [11–9]    |
| 26. | září 2022     | Jablonec nad Nisou, Česko      | W25       | antuka    | Valerija Strachovová   | Lena Papadakisová Anna Sisková              | 7–5, 6–1               |
| 27. | březen 2023   | Astana, Kazachstán             | W40       | tvrdý (h) | Iryna Šymanovičová     | Han Na-re Čang Su-džong                     | 6–4, 6–7(6–8), [10–7]  |